# Thrichomys apereoides
Thrichomys apereoides är en däggdjursart som först beskrevs av Lund 1839.  Thrichomys apereoides ingår i släktet Thrichomys och familjen lansråttor. IUCN kategoriserar arten globalt som livskraftig. Inga underarter finns listade i Catalogue of Life. Wilson & Reeder (2005) skiljer mellan två underarter.
Arten förekommer i östra Brasilien i det mera öppna landskapet mellan Amazonområdet och skogsområdena vid Atlanten. Utbredningsområdet är klippig och täckt med några buskar. Honor har två eller tre kullar per år och 1 till 6 ungar per kull (vanligen 3). Dräktigheten varar cirka 89 dagar och ungarna blir könsmogna efter 7 till 9 månader.
Denna gnagare når en kroppslängd (huvud och bål) av 19,7 till 20,9 cm, en svanslängd av 16,4 till 17,9 cm och en vikt av 210 till 300 g. Håren på ovansidan är gråbruna och det finns en tydlig gräns mot den vitaktiga undersidan. På undersidan är håren gråa nära roten. Tydliga avvikelser mot andra släktmedlemmar föreligger i kraniets detaljer.
Thrichomys apereoides äter spindeldjur och frön men inte alla frön omsättas i mag- tarmsystemet. Icke könsmogna hannar har minsta revirstorlek och könsmogna hannar har de största reviren. Honornas territorium är medelstort. Allmänt är reviret större under regntiden.